# Баракли (Боймишко)
Баракли (на гръцки: Αύγή, Авги, до 1969 година Μπαρακλή, Баракли) е село в Гърция, дем Пеония, област Централна Македония.

## География
Селото е разположено в източните склонове на Паяк на около 13 km северно от град Боймица (Аксиуполи).

## История

### В Османската империя
Според статистиката на Васил Кънчов („Македония. Етнография и статистика“) в 1900 година Баракли е село в Гевгелийска каза, нахия Мая Даг с 200 жители турци.

### В Гърция
В 1913 година след Междусъюзническата война селото попада в Гърция. Селото се разпада по време на Първата световна война.
В 1969 година местността на бившето село е прекръстена на Авги.